# قرار مجلس الأمن التابع للأمم المتحدة رقم 517
قرار مجلس الأمن التابع للأمم المتحدة رقم 517، الذي اعتمد في 4 آب / أغسطس 1982، بعد الإشارة إلى القرارات 508 (1982)، 509 (1982)، 512 (1982)، 513 (1982)، 515 (1982) و‌516 (1982)، وطالب المجلس مرة أخرى بوقف فوري للأنشطة العسكرية بين إسرائيل و‌لبنان، وانسحاب القوات الإسرائيلية من الأراضي اللبنانية.
ثم أحاط القرار علمًا بقرار منظمة التحرير الفلسطينية بنقل قواتها من بيروت، وطلب إلى الأمين العام أن يقدم تقريرًا عن الحالة في موعد لا يتجاوز 1000 ساعة (م.ز.ش).
واعتمد القرار بأغلبية 14 صوتًا مقابل لا شيء، مع امتناع الولايات المتحدة عن التصويت.

## وصلات خارجية
- النص الكامل للقرار على undocs.org